# Angersbach (Wartenberg)
Angersbach is een plaats in de Duitse gemeente Wartenberg (Hessen), deelstaat Hessen, en telt 2692 inwoners (2006).